# Louis Waldenburg

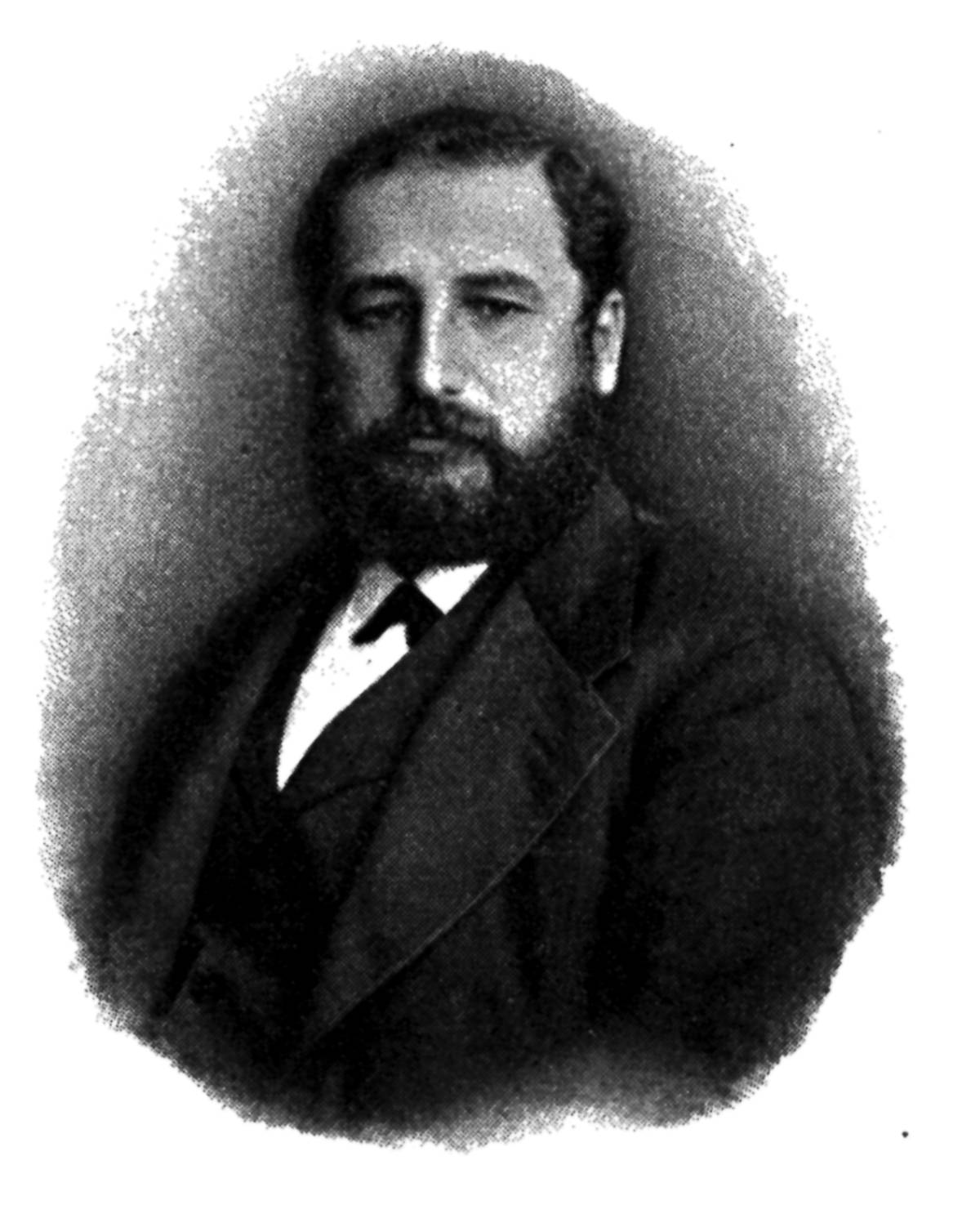
Louis Waldenburg

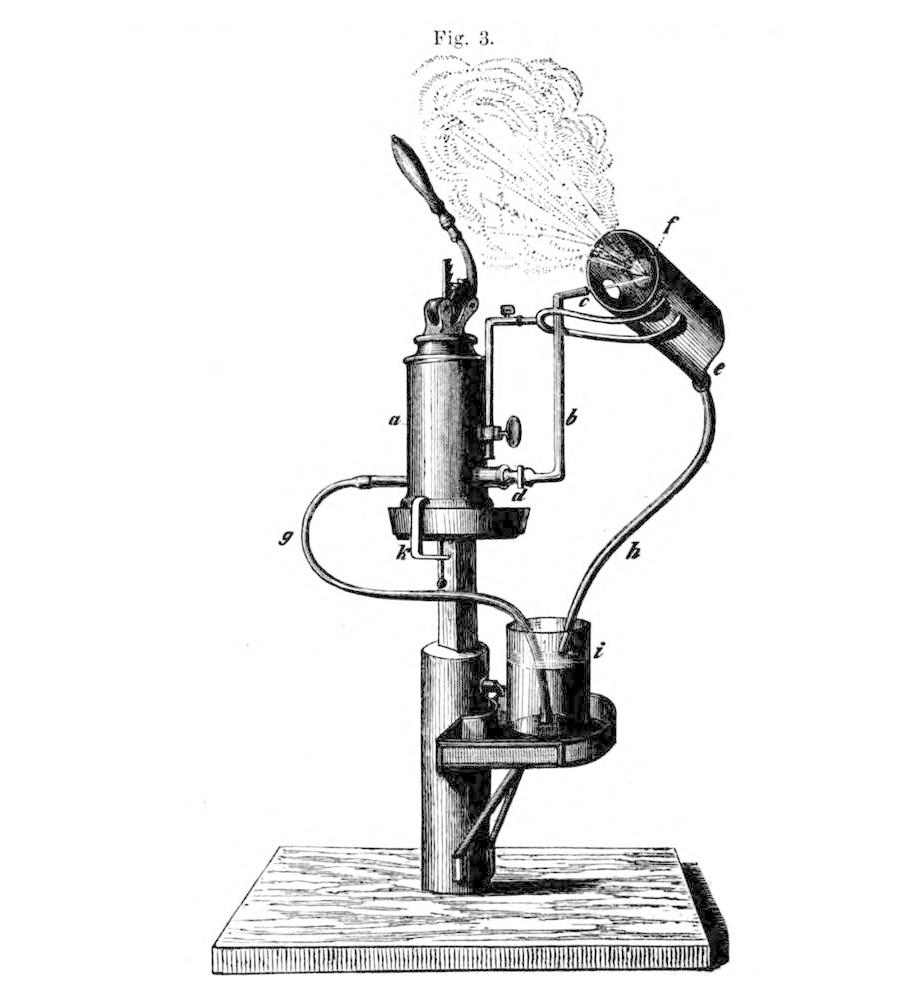
Waldenburgs Inhalationsapparat

Louis Waldenburg (* 31. Juli 1837 in Filehne; † 14. April 1881 in Berlin) war ein deutscher Internist.

## Leben
Er studierte ab 1857 an der Universität von Berlin Medizin und wurde im Jahr 1860 promoviert. Nach weiteren Studien in Heidelberg ließ er sich 1861 in Berlin als Spezialist für Brust- und Halserkrankungen nieder. Von 1864 bis 1868 war er Mitherausgeber der Allgemeinen Medizinischen Central-Zeitung. 1865 habilitierte er sich für Innere Medizin und wurde Privatdozent an der Berliner Universität, 1871 Assistenzprofessor und 1877 Chefarzt an der Charité. Von 1868 bis zu seinem Tod war er in Nachfolge Louis Posners Chefredakteur der Berliner Klinischen Wochenschrift. Er trat besonders durch die Propagierung von Lungenheilstätten hervor.

## Schriften
- De Origine et Structura Membranarum, Quæ in Tuberculis Capsulisque Verminosis Involucrum Præbent. Berlin, 1859.
- De structura et origine cystidum verminosarum. Berlin, 1860. (Dissertation)
- Ueber Blutaustritt und Aneurysmenbildung, Durch Parasiten Bedingt, in Archiv für Anatomie und Physiologie. 1860.
- Ueber Structur und Ursprung der Wurmhaltigen Cysten, in Archiv für Pathologische Anatomie und Physiologie und für Klinische Medizin. 1862.
- Die Inhalationen der zerstäubten Flüssigkeiten sowie der Dämpfe und Gase in ihrer Wirkung auf die Krankheiten der Athmungsorgane. Lehrbuch der Respiratorischen Therapie. Georg Reimer, Berlin, 1864 (Digitalisat)
- Die Tuberculose, die Lungenschwindsucht und die Scrophulose. Nach historischen und experimentellen Studien. Hirschwald, Berlin 1869 (Digitalisat) (Digitalisat)
- Handbuch der allgemeinen und speciellen Arzneiverordnungs-Lehre : mit besonderer Berücksichtigung der neuesten Arzneimittel und der neuesten Pharmacopoeen. 7. Aufl. / der Arzneiverordnungslehre von Posner, Louis und Simon, Carl Ed. Berlin : Hirschwald, 1870. (Digitalisat)
  - 8., neu umgearb. u. verm. Aufl. 1873 (Digitalisat)
- Die Pneumatische Behandlung der Respirations- und Circulations-Krankheiten. August Hirschwald, Berlin 1875. (Digitalisat)
  - Edmond Nabona (Übersetzer). Du traitement de l‘emphysème pulmonaire par l’air comprimé. Montpellier 1884 (Digitalisat)
  - Jacob Solis Cohen. On the therapeutic uses of compressed and rarefied air … Pilademphia 1876 (Digitalisat) - Joseph Lambert. Étude Clinique et expérimentelle sur l’action de l’air comprimé et rarifié dans les maladies du poumon … Baillière, Paris 1877 (Digitalisat)
- Die Messung des Pulses und des Blutdrucks am Menschen. Hirschwald, Berlin 1880 (Digitalisat)